# ハンナ・キャローヒル・ペン
ハンナ・キャローヒル・ペン（Hannah Callowhill Penn、1671年2月11日 - 1726年12月20日）は、イギリス植民地時代のアメリカにおける統治者である。ペンシルベニア植民地を創設したウィリアム・ペンの2番目の妻であり、1712年に夫が病に倒れてから1726年に自身が死去するまで、事実上ペンシルベニアを統治した。

## 若年期
ハンナ・マーガレット・キャローヒル(Hannah Margaret Callowhill)としてイングランドのブリストルで生まれた。父トーマス・キャローヒルは商人だった。
ハンナはクエーカー教徒であり、1696年3月5日、ブリストルのクエーカー修道会で、ペンシルベニア植民地の所有者であるウィリアム・ペンと結婚した。ハンナは25歳、ウィリアムは52歳だった。ウィリアムにとってハンナは2番目の妻であった。

## ペンシルベニア植民地
1699年、夫妻はイギリスから英領アメリカに渡った。その時、ハンナは最初の子供を身籠っていた。1700年に息子のジョンが生まれ、家族の中で唯一アメリカ生まれであることから家族から「アメリカ人」(the American)と呼ばれた。一家はペンシルベニア植民地に1701年まで滞在し、バックス郡のデラウェア川沿いの邸宅ペンズベリー・マナーで優雅に暮らした。
1712年、ウィリアムは中風の発作に倒れ、以後は話すこともできなくなった。1718年7月30日にウィリアムが73歳で死去し、遺言によりペンシルベニア植民地とウィリアムの財産の全権がハンナに委ねられた。ハンナは、ウィリアム・キースをペンシルベニア植民地総督に任命した。
ウィリアムと前妻との間の長男であるウィリアム・ペン・ジュニアは、自身が植民地の所有権を得るために父の遺言の破棄を求めて提訴した。この訴えは敗訴に終わり、ハンナはロンドンの家で1726年に55歳で脳卒中により亡くなるまでペンシルベニア植民地の統治者であり続けた。

## 子供
ハンナとウィリアムの間には以下の9人の子供が生まれた。
- 女児（1697年に生まれてすぐに死亡）
- ジョン・ペン（英語版）（1700年1月28日 - 1746年10月25日）
- トマス・ペン（英語版）（1702年3月20日 - 1775年10月25日） - ポンフレット伯爵（英語版）トーマスの四女ジュリアナ・ファーモアと結婚。
- ハンナ・ペン（1703年 - 1706年）
- マーガレット・ペン（1704年11月7日 - 1751年2月） - バークレイズ銀行創設者ジョン・フリーム（英語版）の甥トーマス・フリームと結婚。
- リチャード・ペン（英語版）（1706年1月17日 - 1771年2月4日）
- デニス・ペン（1707年2月26日 - 1723年）
- ハンナ・マルガリータ・ペン（1708年 - 1709年3月）
- ルイス・ペン

## 死後
ハンナ・ペンは、1984年11月28日にロナルド・レーガンによる大統領布告により、夫ウィリアム・ペンと共にアメリカ合衆国名誉市民の地位を与えられた。この称号が与えられるのは史上3人目であり、女性としては初めてであった。
1680年代にウィリアム・ペンがフィラデルフィアの都市を建設したとき、妻の名から「キャローヒル通り」という通りを設定した。21世紀現在では、チャイナタウンの真北にキャローヒルと呼ばれる地区がある。
2013年3月13日、ペンシルベニア州知事のトム・コーベットは、この日を「ハンナ・キャローヒル・ペンの日」とした。